# Giuseppe Mulè
Giuseppe Mulè   (Termini Imerese, 28 de juny de 1885 - Roma, 10 de setembre de 1951) fou un compositor i director d'orquestra italià.
Va ser el quart dels cinc fills. Als 20 anys va rebre el seu diploma en cello i posteriorment la de la composició (sota la direcció de William Zuelli) al Conservatori Vincenzo Bellini en Palerm.
En 1903, fins i tot abans d'acabar els seus estudis acadèmics, va compondre una Largo per cello i piano, que va ser utilitzat com a tema d'obertura en la ràdio nacional difon EIAR i RAI.
Després d'acabar els seus estudis al Conservatori, Giuseppe Mulè es va dedicar a la carrera de director durant uns anys. Va ser director del Conservatori de Palerm de 1922 a 1925, i posteriorment va ocupar la mateixa posició al Conservatori de Santa Cecília de Roma de 1925 a 1945. Va ser secretari nacional de la Unió Nacional de Músics Feixistes i, juntament amb Adriano Lualdi, capdavanter de l'àrea més reaccionària de la poesia musical del règim feixista. Durant els anys vint es va resistir intensament a tots els moviments de l'avantguarda modernista amb tots els seus mitjans.
El fill, Francesco Mulè, va ser un exitós actor de cinema i teatre.

## La seva música
La música de Giuseppe Mulè és avui d'execució molt rara, també per la seva escassa originalitat; les seves obres es basen sovint en els sistemes modals, amb referències d'ample i servil a tons colorístes. Les obres de Mulè, incloses la música de cambra i les peces simfòniques, són generalment incloses per un folklore espartà, sovint referint-se a la seva regió natal, que reflecteix fidelment els dictats de la cultura feixista.

## Pàgines simfòniques
- Obertura heroica
- Canto siciliano, suite de dues peces simfòniques (1. Una nit a Taormina [amb veu de tenor] - 2. The orange trees bloom (1917)
- 3 Cançons sicilianes per a veu i orquestra soltes (1. Cançó del presoner - 2. Ninna Nanna - 3. Filastrocca) (1930)
- The Harvest, poema simfònic (1936).

## Oratori i òpera
Va compondre l'oratori Il cieco di Gerico (1910) i les següents obres de teatre:
- La baronessa de Carini, drama líric en 1 acte (1912) al Teatre Massimo Vittorio Emanuele de Palerm;
- Al Lupo (1919);
- La monacella della Fontana, òpera en 2 actes, llibret de Giuseppe Adami (1923, al Teatro Verdi de Trieste);
- Dafni (1928, al Teatre dell'Opera di Roma dirigit per G. Marinuzzi (1882-1945) amb Bianca Scacciati)
- Liolà (de la comèdia homònima de Luigi Pirandello, 1935)
- Taormina (1938)
- La zolfara (1941) al Teatre Massimo Vittorio Emanuele de Palerm amb Pia Tassinari i Giuseppe Valdengo.

## Música escènica
Va compondre la música escènica per algunes tragèdies gregues representades a Siracusa, a Paestum i als Banys de Caracalla de Roma, com ara:
- Coéforas de Èsquil (1921)
- The Bacchae d'Eurípides, (1922)
- Èdip el rei de Sòfocles (1922)
- Set contra Tebas d'Èsquil (1924)
- Antígona de Sòfocles (1924)
- Medea i Els Cíclopes d'Eurípides, (1927)
- Els sàtirs en la caça de Sòfocles (1927),
- Els núvols d'Aristòfanes (1927)
- Iphigenia in Aulis per Eurípides (1930),
- El projecte de llei de Teòcrit (1932),
- Iphigenia in Tauris per Euripides (1933)
- Hipòlit d'Eurípides (1936),

## Música del cinema
També va escriure les bandes sonores per a les següents pel·lícules:
- Abnegación de madre (1938),
- Jeanne Doré, dirigida per Mario Bonnard (1939),
- L'última joventut, dirigida per Jeff Musso (1939),
- Lucrezia Borgia, dirigida per Hans Hinrich (1940),
- Il sogno di tutti (1940),
- Procés i mort de Sòcrates, dirigit per Corrado D'Errico (1940),
- Cartes al subtinent, dirigit per Goffredo Alessandrini (1943).[1]